# Джозеф Генрі Блекберн
Джо́зеф Ге́нрі Бле́кберн (англ. Joseph Henry Blackburne; 10 грудня 1841, Манчестер — 1 вересня 1924, Лондон) — англійський шахіст. Один з найсильніших гравців світу другої половини XIX століття.

## Життєпис

### Ігрова кар'єра
Грав у шахи з 18-ти років. У 20-річному віці став чемпіоном шахового клубу Манчестера. Того ж року його запрошено на престижний Лондонський турнір 1862, де Блекберн посів лише 9-е місце, але привернув до себе увагу перемогою над майбутнім чемпіоном світу Вільгельмом Стейніцем.
В 1868 році вперше став чемпіоном країни. Найвищими результатами відзначені виступи майстра в 1870—1890-х роках, коли Блекберн зіграв на понад 30 міжнародних турнірах. Найкращі результати в турнірах:
- Баден-Баден (1870) — 3-4-е місця
- Лондон (1872) — 2-е місц
- Відень (1873) — 1-2-е
- Париж (1878) — 3-є
- Вісбден (1880) — 1-3-є
- Берлін (1881) — 1-е
- Лондон (1883) — 3-є
- Нюрнберг (1883) — 2-е
- Гамбург (1885) — 2-6-е
- Герефорд (1885) — 1-е
- Лондон (1886) — 1-2-е
- Франкфурт-на-Майні (1887) — 2-3-е
- Нью-Йорк (1889) — 4-е
- Манчестер (1890) — 2-е
- Лондон (1892) — 2-е
- Лейпциг (1894) — 4-5-е
- Берлін (1897) — 3-є
- Лондон (1899) — 6-е (попереду Михайла Чигоріна, Вільгельма Стейніца й інших)
- Остенде (1906) — 4-5-е
- Честер (1914) — 1-2-е місця

Матчеві результати Блекберна, загалом, Дещо гірші від турнірних — із 13 проведених поєдинків проти відомих тогочасних шахістів англійський майстер виграв лише п'ять. Це були матчі проти:
- Г. Берда (1879; +5 -1 =1) і (1888; +4 -1 =0)
- Ісидора Ґунсберґа (1881; +7 -4 =3)
- Йоганна Цукерторта (1887; +5 -1 =8)
- Дж. Макензі (1888; +2 -1 =1)
- Френка Дж. Лі (1890)

Матч із Куртом фон Барделебеном у 1895 році закінчився внічию: +3 -3 =3.
Натомість англійського майстра обігрували у матчах Вільгельм Стейніц (тричі: 1863, 1870, 1876), Йоганн Цукерторт (1881), Ісидор Ґунсберґ (1887) та Емануїл Ласкер (1892, Лондон; +0 -6 =4).
Одними з найвідоміших партій Блекберна стали дві перемоги над чемпіоном світу Емануїлом Ласкером — у 1895 та 1899 роках.
Свій останній міжнародний турнір зіграв у 72-річному віці в Петербурзі (1914), де здобув низку яскравих перемог. Загалом у 52 турнірах зіграв 814 партій, набравши 62 % очок. Лише трьом шахістам — Блекбернові, Пільсбері та Х. Р. Капабланці вдавалося двічі перемагати Емануїла Ласкер в турнірах.
Неодноразово очолював команду Великої Британії на міжнародних змаганнях, у тому числі в 9 матчах Велика Британія—США по телеграфу (1896—1911); в 6 із них грав проти Пільсбері (+2 -1 =3).

### Популяризатор шахів і шаховий композитор
Популяризовував і пропагував шахи: щорічно здійснював поїздки Великою Британією, виступав із сеансами одночасної гри. Першим із провідних європейських шахістів відвідав Австралію (1895). Провів турне по Кубі (1891).
Був також шаховим композитором, хоча й маловідомим — створив понад 100 шахових задач і досліджень.
Вибрані партії та композиції Джозефа Генрі Блекберна опрацював П. Андерсон Ґрем у книзі Mr. Blackburne's games at chess (Лондон, 1899).

## Стиль гри
Представник гострокомбінаційного стилю Блекберн був майстром атак, які проводив уміло та винахідливо. Відзначався глибокими знаннями в дебютній теорії, високою технікою, майстерністю гри в ендшпілі. За вміння грати чорними отримав прізвисько «Чорна смерть» (англ. Black Death). Завдяки динамічному стилю гри, ефектності та ефективності комбінацій його партії не раз отримували призи за красу.

### Внесок у дебютну теорію
Мав глибокі знання в дебютній теорії, його іменем названо низку продовжень:
1. Продовження Блекберна в захисті двох коней: 1. e4 e5 2. Кf3 Кc6 3. Сc4 Кf6 4. Кg5 d5 5. ed Кa5 6. Сb5+ c6 7. dc bc 8. Фf3 cb5. Довгий час цей хід, введеним до практики Дж. Г. Блекберном, вважали спростуванням продовження 8. Фf3. Лише згодом Юхим Боголюбов довів непотрібність жертви якості чорних.
2. Продовження Блекберна в голландському захисті: 1. d4 f5 2. g3 Кf6 3. Сg2 e6 4. Кh3. Ідея Блекберна — залишити відкритою діагональ h1—a8. Застосовував на практиці та аналітично опрацьовував цей варіант австрійський шахіст Ернст Ґрюнфельд.
3. Продовження Блекберна в дебюті чотирьох коней: 1. e4 e5 2. Кf3 Кc6 3. Кc3 Кf6 4. Сe2